# Carlo von Tiedemann

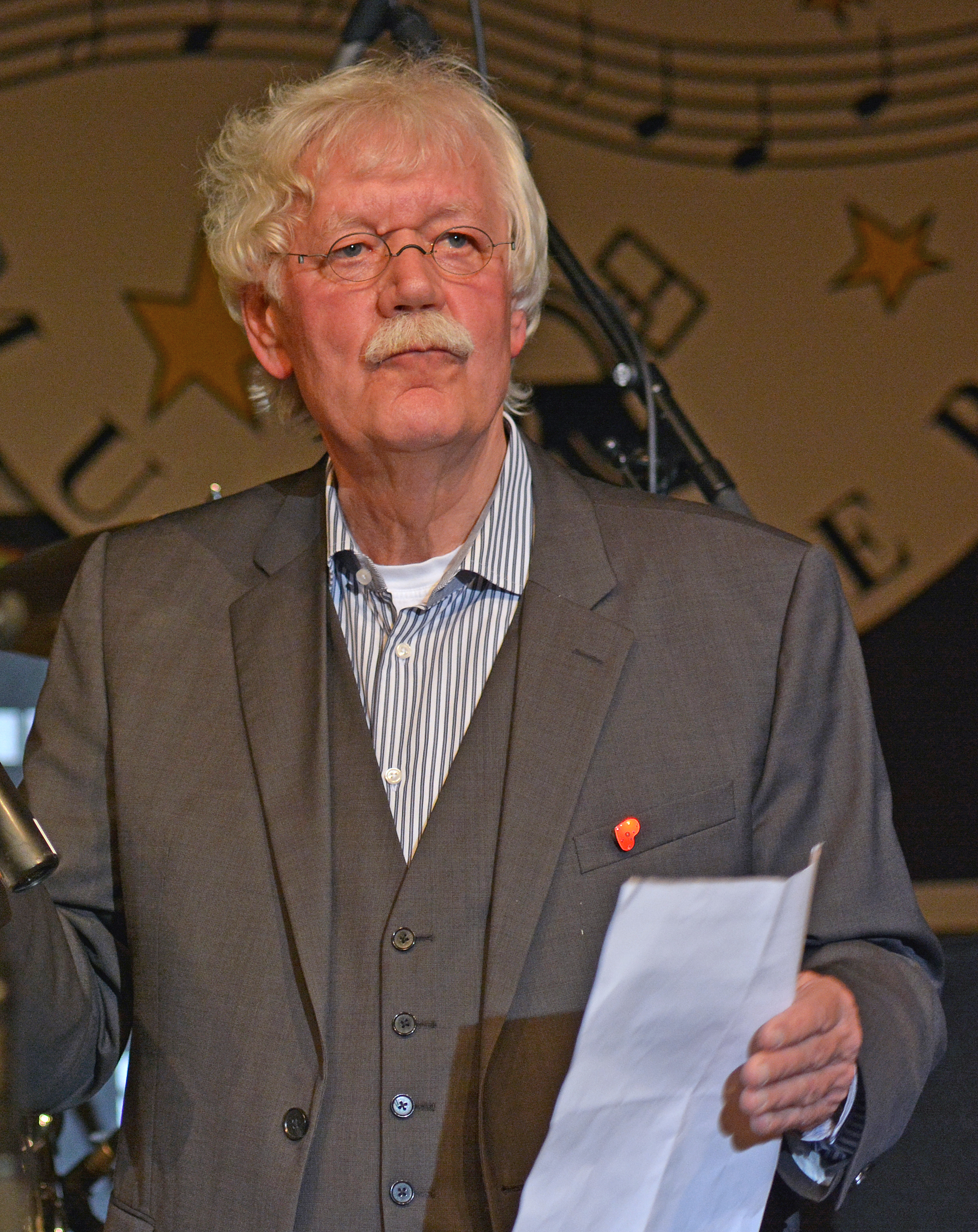
Carlo von Tiedemann bei Appen musiziert (2014)

Carlo von Tiedemann (bürgerlich: Carl-Ferdinand von Tiedemann; * 20. Oktober 1943 in Stargard in Pommern; † 8. Juni 2025 in Hamburg) war ein deutscher Rundfunkredakteur sowie Hörfunk- und Fernsehmoderator.

## Werdegang
Carlo von Tiedemann gehörte als Sohn des Generalleutnants Carl von Tiedemann (1878–1979) und dessen dritter Ehefrau Fides von Tiedemann, geb. von Kleist (1910–1980), zum gleichnamigen Adelsgeschlecht. Er war zudem ein entfernter Verwandter des Schriftstellers Heinrich von Kleist. Nach seiner Schulzeit absolvierte er beim Axel-Springer-Verlag eine Ausbildung zum Verlagskaufmann, bevor er ein zweijähriges Volontariat bei der Cuxhavener Allgemeinen begann. Anschließend arbeitete er vier Jahre als Journalist beim Hamburger Abendblatt, bevor er für drei Jahre als Korrespondent für den Springer-Auslandsdienst (SAD) nach Buenos Aires ging. Ab 1971 arbeitete er für den Norddeutschen Rundfunk (NDR).
Er hat vier Kinder von drei Frauen und war zweimal verheiratet:
- mit Dodo (Dorothée) von Tiedemann, geb. Mattern (1980 bis 1987 verheiratet) hatte er die Tochter Theresa Pöhls (* 1981).
- mit Anja Deuble war er von 1990 bis 1997 liiert und hatte mit ihr die gemeinsame Tochter Lisa (* 1992).
- mit Julia von Tiedemann, geb. Laubrunn (* 1968; liiert ab 1997; von 2012 bis zu seinem Tode verheiratet) hatte er zwei Kinder: Nikolas (* 2000) und Viktoria (* 2003).

Von Tiedemann hatte mit schweren gesundheitlichen Problemen zu kämpfen: In seiner Jugend überstand er die Kinderlähmung, was mit langfristigen Krankenhausaufenthalten verbunden war. Er litt zudem an zwei Hirntumoren. Mitte der 80er Jahre geriet er wegen Alkohol- und Kokain-Exzessen in die Schlagzeilen und warnte zuletzt – nach eigenen Erfahrungen – vor Spielsucht und Überschuldung. Ab 2021 litt Tiedemann an der seltenen Herzkrankheit Amyloidose, für die ihm ein Herzschrittmacher eingesetzt wurde. Anfang 2024 wurde er wegen einer bakteriellen Infektion infolge einer Lungenentzündung erneut zweimal operiert.
Carlo von Tiedemann starb am Pfingstsonntag, dem 8. Juni 2025 im Alter von 81 Jahren in Hamburg. Am 10. Juli 2025 fand eine öffentliche Trauerfeier in der Hauptkirche Sankt Michaelis in Hamburg statt.  Am Tage zuvor bereits wurde seine Urne auf dem Heidefriedhof in Quickborn im engsten Familienkreis beigesetzt.

## Tätigkeit als Moderator
Für das Publikum stand Carlo von Tiedemann in erster Linie mit zahlreichen Fernsehshows in Verbindung, die überwiegend im Regionalprogramm ausgestrahlt wurden. Insbesondere waren dies folgende Sendungen:
- Aktuelle Schaubude (N3/NDR Fernsehen, 1977–1988, 1997–2004, fast 1000 Folgen mit wechselnden Partnerinnen: mit Alida Gundlach (1976–1977 und 1987–1988), Helga Guitton (1977–1978), Victoria Voncampe (1978–1984), Isabel Varell (1997), Julia Westlake (1997–2002) und Madeleine Wehle (2002–2004)[13])
- Große Show für kleine Leute (ZDF, 1984)[14]
- Show & Co. mit Carlo (ZDF, 1984–1986, 10 Folgen)
- Der Apfel fällt nicht weit vom Stamm (ZDF 1984–1987, im Rateteam)
- NDR Talk Show (N3, 1989, 2 Folgen)
- Musikladen Eurotops (Erstes Deutsches Fernsehen, ~1990/1)
- Große Hafenrundfahrt (N3, Mitte 1990er)
- Carlo's  Videothek (N3, 1998/9)[15]
- Lachen macht Spaß (NDR Fernsehen, 2000–2004)
- Lachen mit … (NDR Fernsehen, 2001–2004)
- NDR-Quizshow (2004–12, >300 Folgen[13])
- Schlagermarkt mit Carlo (NDR Fernsehen, 2005/6, 13 Folgen)[16]
- Carlos Koch-Chaos (NDR Fernsehen, 2014/5, 5 Folgen)
- DAS! (NDR Fernsehen, 2021–2023, 2 Folgen)

Darüber hinaus gestaltete von Tiedemann verschiedene Hörfunksendungen des Norddeutschen Rundfunks. Von 1971 bis 1997 moderierte er bei NDR 2 und von 1997 bis 2023 bei NDR 90,3. Dort war er werktags Moderator der Sendung Hamburg am Mittag und sonnabends in der Show Große Freiheit zu hören. Aufgrund seiner gesundheitlichen Probleme setzte NDR 90,3 von Tiedemann am 1. Juli 2023 das letzte Mal als Live-Moderator ein. Ab August 2023 bis zu seinem Tod moderierte er samstagvormittags bei NDR Schlager.
Er arbeitete von Mai 1991 bis 1998 als Stadionsprecher im Hamburger Volksparkstadion bei den Heimspielen des Hamburger SV.
Von März 2020 bis November 2023 veröffentlichte Tiedemann gemeinsam mit der NDR-Redakteurin Steffi Banowski jeden Donnerstag den Podcast Grauzone, von Dezember 2020 bis November 2023 gemeinsam mit dem MDR-Thüringen-Moderator Marko Ramm jeden Freitag den Podcast Wie war die Woche, Alter?

## Filmografie
- 1977: Emm wie Meikel (Fernsehserie, 1 Folge)
- 1982: Mein Bruder und ich
- 1984: Helga und die Nordlichter (Fernsehserie, 1 Folge)
- 1987: Ein Fall für TKKG (Folge: Gangster auf der Gartenparty)
- 1986–2014: Großstadtrevier (Folgen: Mensch, der Bulle ist ’ne Frau; Robin Hood; Echt falsch und Der Fluch des Pharao)
- 1986: Unternehmen Köpenick
- 1993: Zwei Münchner in Hamburg (Fernsehserie, Folge: Die Flotte Welle)
- 1995–1997: Stubbe – Von Fall zu Fall (Fernsehserie, Folgen: Stubbes Erbschaft; Stubbe und die Killer)
- 1996: Werner – Das muß kesseln!!! (Zeichentrickfilm, Stimme Erzähler)
- 1996: Adelheid und ihre Mörder (Folge: Wellenlänge Mord)
- 1996: Eine fast perfekte Liebe
- 1997: Tatort: Ausgespielt
- 2008: Pension Schmidt (Fernsehserie, 1 Folge)

## Diskografie
- 1980: Monte Carlo von Tiedemann (Philips)[20]
- 2005: Der Norden war immer gut zu mir

## Schriften
- So. Und nicht anders. Mein aufregendes Leben. Aufgezeichnet von Jens Meyer-Odewald. Verlag Die Hanse, Hamburg 2005, ISBN 3-434-52614-5.
- mit Martin Fletcher, Tim Tuchel, Mathias R. Schmidt: Ü60 – na und? Verlag healthy in life, Hamburg 2012, ISBN 978-3-9814321-2-1.

## Auszeichnungen
- Nord Award 2008
- Toleranz-Virus von APROTO e. V. – Aktionen und Projekte pro Toleranz – 2016
- Verdienstmedaille der Bundesrepublik Deutschland 2020[21]